# Зінеддін Белаїд
Зінеддін Белаїд (араб. زين الدين بلعيد, нар. 20 березня 1999, Фенія) — алжирський футболіст, захисник клубу «УСМ Алжир».
Виступав, зокрема, за клуб «Хуссейн Дей», а також національну збірну Алжиру.
Володар Кубка конфедерації КАФ. Володар Суперкубка КАФ.

## Клубна кар'єра
Народився 20 березня 1999 року в місті Фенія. Вихованець футбольної школи клубу «Хуссейн Дей». Дорослу футбольну кар'єру розпочав 2019 року в основній команді того ж клубу, в якій провів один сезон, взявши участь у 21 матчі чемпіонату.  Більшість часу, проведеного у складі «Хуссейн Дея», був основним гравцем захисту команди.
До складу клубу «УСМ Алжир» приєднався 2020 року. Станом на 31 грудня 2023 року відіграв за команду з Алжира 94 матчі в національному чемпіонаті.

## Виступи за збірні
Протягом 2017–2018 років залучався до складу молодіжної збірної Алжиру. На молодіжному рівні зіграв у 9 офіційних матчах, забив 1 гол.
У 2023 році дебютував в офіційних матчах у складі національної збірної Алжиру.
| Дата      | Місто         | Господарі | Результат | Гості       | Турнір                                          | Голи | Примітки |
| --------- | ------------- | --------- | --------- | ----------- | ----------------------------------------------- | ---- | -------- |
| 13-1-2023 | Алжир (місто) | Алжир     | 1 – 0     | Лівія       | Чемпіонат африканських націй 2022 - 1-й етап    | -    |          |
| 17-1-2023 | Алжир (місто) | Алжир     | 1 – 0     | Ефіопія     | Чемпіонат африканських націй 2022 - 1-й етап    | -    |          |
| 21-1-2023 | Алжир (місто) | Мозамбік  | 0 – 1     | Алжир       | Чемпіонат африканських націй 2022 - 1-й етап    | -    | 70'      |
| 27-1-2023 | Алжир (місто) | Алжир     | 1 – 0     | Кот-д'Івуар | Чемпіонат африканських націй 2022 - чвертьфінал | -    | 68'      |
| 31-1-2023 | Оран          | Алжир     | 5 – 0     | Нігер       | Чемпіонат африканських націй 2022 - півфінал    | -    | 69'      |
| 4-2-2023  | Алжир (місто) | Алжир     | 0 – 0     | Сенегал     | Чемпіонат африканських націй 2022 - Фінал       | -    |          |
| 18-6-2023 | Дуала         | Уганда    | 1 – 2     | Алжир       | Відбір до Кубка африканських націй 2023         | -    |          |
| 5-1-2024  | Ломе          | Того      | 0 – 3     | Алжир       | товариський матч                                | -    | 81'      |
| Усього    |               | Матчів    | 8         |             | Голів                                           | 0    |          |

## Титули і досягнення
- Володар Кубка конфедерації КАФ (1):

«УСМ Алжир»: 2022-2023
- Володар Суперкубка КАФ (1):

«УСМ Алжир»: 2023